# Raport o zagrożeniach
Raport o zagrożeniach (ang. Threat Matrix, 2003–2004) – amerykański serial sensacyjny stworzony przez Daniela Volla.
Jego światowa premiera odbyła się 18 września 2003 roku na kanale ABC. Miało zostać wyemitowane 16 odcinków, ale zostało wyemitowanych 14 odcinków. Ostatni odcinek został wyemitowany 29 stycznia 2004 roku. W Polsce serial nadawany był na kanale TVP2.

## Obsada
- James Denton jako agent specjalny John Kilmer
- Kelly Rutherford jako agentka specjalna Frankie Ellroy-Kilmer
- Will Lyman jako pułkownik Roger Atkins
- Anthony Azizi jako Mohammad "Mo" Hassain
- Kurt Caceres jako Tim Vargas (2003-2004)
- Mahershala Karin-Ali jako Jelani Harper
- Melora Walters jako Lia "Lark" Larkin (2003-2004)
- Shoshannah Stern jako Holly Brodeen

i inni

## Spis odcinków
| N/o            | Tytuł angielski       |
| -------------- | --------------------- |
|                |                       |
| SERIA PIERWSZA |                       |
|                |                       |
| 01             | Pilot                 |
|                |                       |
| 02             | Veteran's Day         |
|                |                       |
| 03             | Doctor Germ           |
|                |                       |
| 04             | Natural Borne Killers |
|                |                       |
| 05             | Patriot Acts          |
|                |                       |
| 06             | In Plane Sight        |
|                |                       |
| 07             | Alpha-126             |
|                |                       |
| 08             | Under the Gun         |
|                |                       |
| 09             | Cold Cash             |
|                |                       |
| 10             | Flipping              |
|                |                       |
| 11             | Mexico                |
|                |                       |
| 12             | PPX                   |
|                |                       |
| 13             | Stochastic Variable   |
|                |                       |
| 14             | Extremist Makeover    |
|                |                       |
| 15             | 19 Seconds            |
|                |                       |
| 16             | Cambodia              |
|                |                       |